# ضمير (لغة)

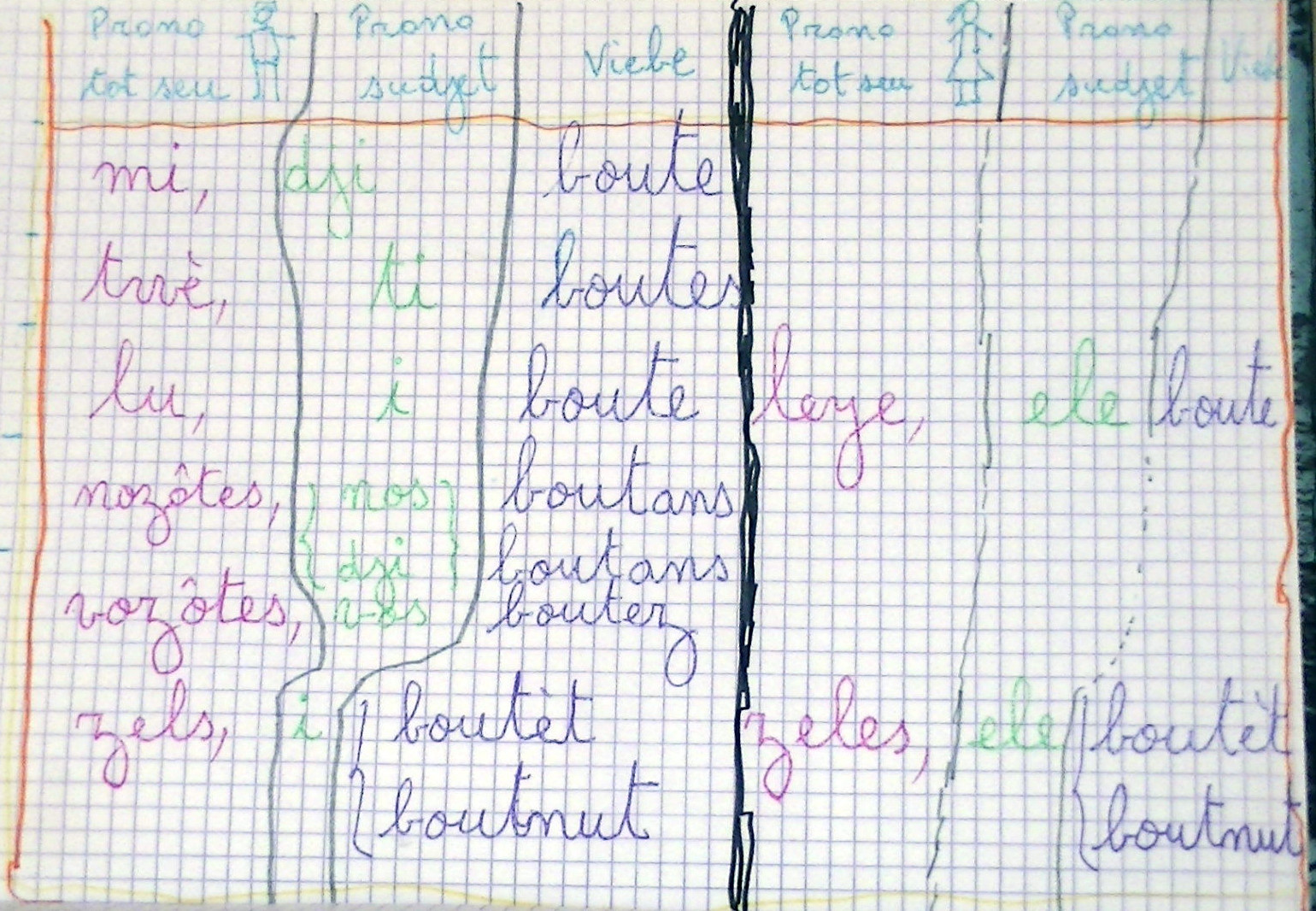

الإضمار في اللغة إسقاط الشيء لفظا لا معنى، وترك الشيء مع بقاء أثره، والإضمار قبل الذكر جائز في خمسة مواضع: الأول في ضمير الشأن، مثل: هو زيد قائم، والثاني في ضمير رب، نحو: ربة رجلا، والثالث في ضمير نعم، نحو: نعم رجلا زيد، والرابع في تنازع الفعلين، نحو: ضربني وأكرمني زيد، والخامس في بدل المظهر عن المضمر، نحو: ضربته زيدا.
والمضمر ما وضع لمتكلم، أو مخاطب، أو غائب تقدم ذكره، لفظاً، نحو: زيد ضربت غلامه، أو معنى، بأن ذكر مشتقه، كقوله تعالى: ﴿ اعدلوا هو أقرب للتقوى﴾، أي العدل أقرب لدلالة اعدلوا عليه، أو حكماً، أي ثابتاً في الذهن، كما في ضمير الشأن، نحو: هو زيد قائم. وعبارة عن اسم يتضمن الإشارة إلى المتكلم أو المخاطب أو غيرهما، بعد ما سبق ذكره، إما تحقيقاً أو تقديراً. والمضمر المتصل ما لا يستقل بنفسه في التلفظ. والمضمر المنفصل: ما يستقل بنفسه.

## اللغات

### الإنجليزية

#### أنواع الضمائر
الأنواع الشائعة من الضمائر الموجودة في لغات العالم هي على النحو التالي.
- ضمائر شخصيه تكون في مكان أسماء الأشخاص أو الأشياء:
  - الضمائر الذاتية المستخدمة عندما يكون شخص أو شيء هو فاعل الجملة. مثال: أنا احب أكل بطاطس، لكن هي لا تفعل.
    - ضمائر الشخص الثاني الرسمية وغير الرسمية. على سبيل المثال، vous وtu في اللغة الفرنسية. ليس هناك أي تمييز في اللغة الإنجليزية الحديثة، على الرغم من الإنجليزية اليزابيثيه اسست التمييز عن طريق "thou" (المفرد غير رسمية) و"you" (بصيغة المفرد أو الجمع رسمي).
    - ضمائر نحن الشاملة وغير الشاملة تبين ما إذا كان الجمهور مدرج. ليس هناك أي تمييز في اللغة الإنجليزية.
    - الضمائر المكثفة إعادة تأكيد اسم أو الضمير الذي سبق ذكره. الإنجليزية يستخدم نفس الأشكال للضمائر الانعكاسية، على سبيل المثال: I did it myself (على النقيض من استخدام انعكاسية I did it to myself)

  - ضمائر المفعول تستخدم عندما يكون الشخص أو الشيء هو المفعول به في الجملة. مثال الإنجليزية: John likes me but not her.
    - ضمائر المفعول المباشرة وغير المباشرة الإنجليزية تستخدم نفس الأشكال على حد سواء، على سبيل المثال: Mary loves him (المفعول مباشر)؛ Mary sent him a letter (مفعول غير مباشر).
    - ضمائرر انعكاسيه تستخدم عندما يكون الشخص أو الشيء ينفذ الفعل على نفسه. مثال في الإنكليزية: John cut himself.
    - الضمائر المتبادله تشير إلى وجود علاقة متبادلة. مثال في الإنكليزية: They do not like each other.

  - ضمير جر يأتي بعد حرف الجر. هناك أشكال مختلفة موجودة في اللغة الإنجليزية، على سبيل المثال: Mary looked at him.
  - الضمير الحذيفي يستخدم في العزلة، أو في سياقات نحوية خاصة أخرى. هناك أشكال مختلفة موجودة في اللغة الإنجليزية، على سبيل المثال: Who does this belong to? Me أنا.
  - الضمير الدمية عندما تتطلب القواعد النحوية اسما (أو ضمير)، ولكن ليس هناك ما ليس مطلوب لغويا. مثلا في الإنجليزية: 'It is raining.
  - الضمائر الضعيفه.
- ضمائر الملكية تستخدم للإشارة إلى حيازة أو ملكية.
  - في المعنى الدقيق للكلمة، ضمائر الملكية هي فقط تلك التي تتصرف في بناء جملة كاسم مثال في الإنكليزية: Those clothes are mine.
  - في كثير من الأحيان، على الرغم من أن مصطلح «ضمائر الملكية» ينطبق أيضا على ما يسمى صفات الملكية (أو محددات الملكية). على سبيل المثال، في اللغة الإنجليزية: I lost my wallet. فهي ليست بالمعنى الدقيق للكلمة ضمائر لأنها ليست بديلا عن اسما أو جملة أسميه، وعلى هذا النحو، فإن بعض النحاة يصنف هذه المصطلحات في فئة منفصلة تسمى محدد (لديهم دور نحوي قريب من الصفة، دائما تصف اسما).
- ضمائر توضيحيه التمييز بين اشياء معينة أو أشخاص المشار إليها من المرشحين المحتملين الآخرين. مثلا في الإنجليزية: I'll take these
- الضمائر الغير محدده إشارة إلى فئات عامة من الناس أو الأشياء. مثلا في الإنجليزية: 'Anyone can do that
  - ضمائر التوزيع تستخدم للإشارة إلى أعضاء مجموعة على حدة، وليس بشكل جماعي. مثلا في الإنجليزية: إلى To each his own.
  - الضمائر السلبية تشير إلى عدم وجود أشخاص أو أشياء. المثال في الإنكليزية: 'Nobody thinks that
- الضمائر النسبية ترجع إلى الأشخاص أو الأشياء التي سبق ذكرها. المثال في الإنكليزية: People who smoke should quit now
  - الضمائر النسبية غير المحدده لديها بعض من خصائص الضمائر النسبية والضمائر لأجل غير مسمى. لديهم شعور «الإشارة للخلف»، ولكن على الشخص أو الشيء التي تشير إليها لم يسبق اسمه صراحة. مثلا الإنجليزية: I know what I like
- ضمائر الاستفهام التي تسأل أي شخص أو شيء هو المقصود. مثلا في الإنجليزية: 'Who did that
  - في العديد من اللغات (على سبيل المثال، التشيكية، الإنكليزية، الفرنسية، إنترلنغوا، الروسية) مجموعات الضمائر النسبية والأستفهاميه متماثلة تقريبا. قارن: 'Who is that? (الاستفهام)، I know who that is (نسبيه)

#### الضمائر والمحددات
الضمائر والمحددات ترتبط ارتباطا وثيقا، ويعتقد بعض اللغويين ان الضمائر هي في الواقع محددات من دون جملة اسمية. ويوضح الرسم البياني التالي علاقاتهم في اللغة الإنكليزية.
|                    | الضمير | المحدد         |
| ------------------ | ------ | -------------- |
| الشخصية (أول/ثاني) | we     | we Scotsmen    |
| تملكي              | ours   | our homeland   |
| توضيحي             | this   | this gentleman |
| غير محدد           | some   | some frogs     |
| استفهامي           | who'   | which option   |